# Cassia

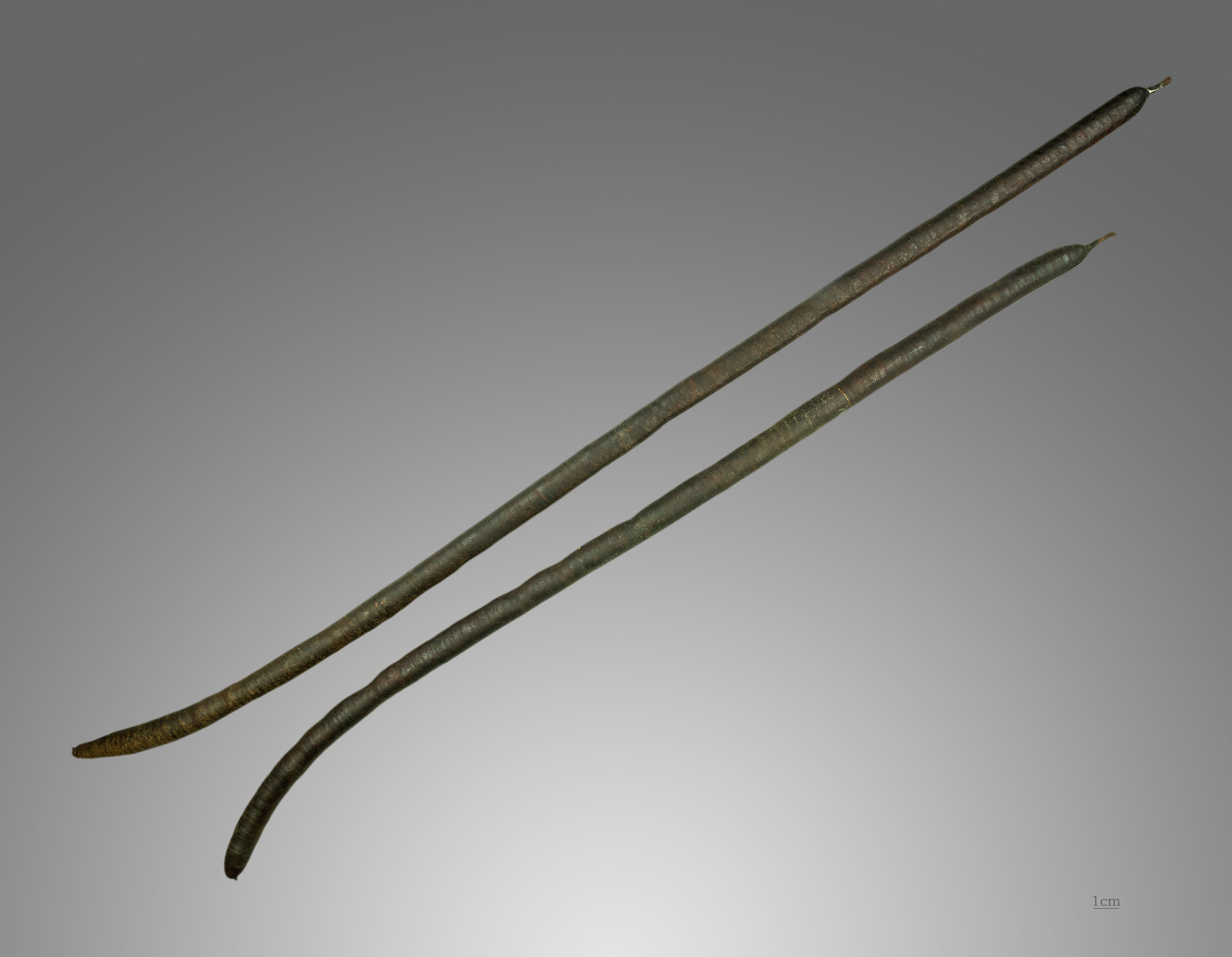
Cassia sieberiana frutas

Cassia es un género  de la familia Fabaceae (subfamilia Caesalpinioideae). Se confunde con cassia cuyo nombre es  Cinnamomum aromaticum de la familia Lauraceae. El género Cassia tiene 1396 especies descritas y de éstas, sólo 87 aceptadas.

## Descripción
Son árboles pubescentes con tricomas simples. Hojas paripinnadas; nectarios peciolares ausentes, estípulas y pulvínulos presentes.
Inflorescencias laxas, racemosas, bracteadas, pedicelos bracteolados cerca de la base; hipanto turbinado, sólido; sépalos 5, subiguales, obtusos; corola zigomorfa, pétalos amarillos, blancos o rosados, el pétalo vexilar interior en la yema; estambres 10, en 2 verticilos, acrescentes hacia el lado abaxial de la flor, el verticilo antisépalo formado de 3 filamentos sigmoides largos, arqueados por debajo de la mitad y con una antera dorsifija con dehiscencia vertical y por poros basales y 2 estambres subestériles, adaxiales, cortos y erectos. La polinización de las anteras poricidas es por zumbido. El verticilo antipétalo formado de 2 pares de estambres desiguales dispuestos entre y detrás de los 3 estambres largos antisépalos, cada uno con una antera pequeña, basalmente poricida y un estambre pequeño y estéril opuesto al estandarte.
Fruto péndulo, cilíndrico o subcomprimido, 30–60 cm de largo, las valvas leñosas o crustáceas e indehiscentes, el endocarpo producido entre cada par sucesivo de semillas como un septo completo; semillas horizontales, sin arilo, en nuestras especies silvestres envueltas por una pulpa fétida (comestible y laxante) o por un disco suberoso.

## Propiedades
Son muchas las especies de este género que tienen como principio activo senósidos cuya actividad farmacológica es purgante.

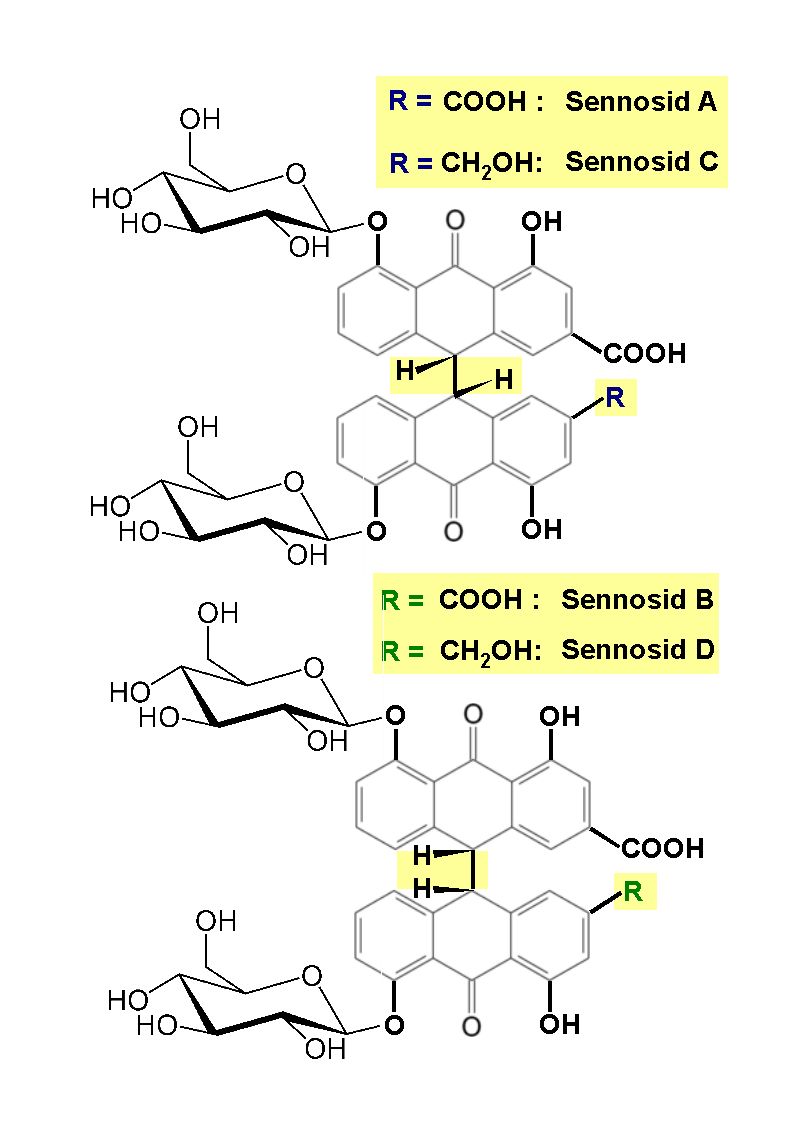
Senósidos

Las flores de la senna siamesa (Cassia siamea) son utilizadas para tratar insomnio y asma y su extracto tiene propiedades antioxidantes. De estas flores se aisló la cassiadinina, un flavoalcaloide.
Algunas especies de Cassia son alimentos para las larvas de algunas especies de Lepidoptera incluyendo Endoclita malabaricus.

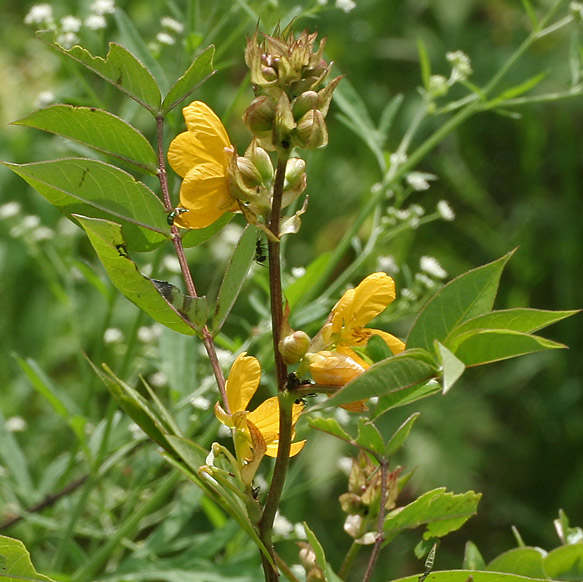
Flor de Cassia occidentalis

Las plantas del género Cassia  presentan antraquinonas, cromonas policétidas,, alcaloides isoquinolínicos, pseudoalcaloides lipídicos piperidínicos, estilbenoides y flavonoides. 

## Taxonomía
El género fue descrito por Carlos Linneo y publicado en Species Plantarum 1: 376. 1753. La especie tipo es: Cassia fistula L. 
Etimología
Cassia: nombre genérico que proviene del griego antiguo kassía, nombre de la planta laurácea Cinnamomum cassia, en los antiguos, y pasado a Leguminosas por Caesalpinio.

## Especies aceptadas
A continuación se brinda un listado de las especies del género Cassia aceptadas hasta julio de 2014, ordenadas alfabéticamente. Para cada una se indica el nombre binomial seguido del autor, abreviado según las convenciones y usos.
| - Cassia abbreviata Oliv. - Cassia aciphylla A.Gray - Cassia afrofistula Brenan - Cassia agnes (de Wit) Brenan - Cassia aldabrensis Hemsl. - Cassia angolensis Hiern - Cassia arereh Delile - Cassia artemisioides DC. - Cassia aubrevillei Pellegr. - Cassia bakeriana Craib - Cassia barclayana Sweet - Cassia brewsteri (F.Muell.) F.Muell. ex Benth. - Cassia burttii Baker f. - Cassia cardiosperma F.Muell. - Cassia charlesiana Symon - Cassia chatelainiana Gaudich. - Cassia circinnata Benth. - Cassia cladophylla W.Fitzg. - Cassia concinna Benth. - Cassia coronilloides Benth. - Cassia costata J.F.Bailey & C.T.White - Cassia cowanii H.S.Irwin & Barneby - Cassia desolata F.Muell. - Cassia eremophila Vogel - Cassia fastuosa Willd. ex Benth. - Cassia ferraria Symon - Cassia ferruginea (Schrad.) Schrad. ex DC. - Cassia fistula L.) - Cassia goniodes Benth. - Cassia grandis L. f. - Cassia hammersleyensis Symon - Cassia harneyi Specht - Cassia helmsii Symon - Cassia hintonii Sandwith - Cassia hippophallus Capuron | - Cassia javanica L. - Cassia johannae Vatke - Cassia leiandra Benth. - Cassia leptoclada Benth. - Cassia leptophylla Vogel - Cassia lineata (Sw.) Greene - Cassia luerssenii Domin - Cassia madagascariensis Bojer - Cassia magnifolia F.Muell. - Cassia manicula Symon - Cassia mannii Oliv. - Cassia marksiana (Bailey) Domin - Cassia midas H.S.Irwin & Barneby - Cassia moschata Kunth - Cassia nemophila Vogel - Cassia neurophylla W.Fitzg. - Cassia notabilis F.Muell. - Cassia oligoclada F.Muell. - Cassia oligophylla F.Muell. - Cassia phyllodinea R.Br. - Cassia pilocarina Symon - Cassia pleurocarpa F.Muell. - Cassia pruinosa F.Muell. - Cassia queenslandica C.T.White - Cassia regia Standl. - Cassia renigera Benth. - Cassia retusa Vogel - Cassia roxburghii DC. - Cassia rubriflora Ducke - Cassia sieberiana DC. - Cassia spruceana Benth. - Cassia stowardii S.Moore - Cassia sturtii R.Br. - Cassia thyrsoidea Brenan - Cassia tomentella (Benth.) Domin - Cassia venusta F.Muell. |